# Florimond Delanghe
Florimond-Jean Delanghe (* 25. Juli 1861 in Brügge, Belgien; † 30. Mai 1895 auf See, vor der Küste Sierra Leones) war ein belgischer Soldat und Kolonialadministrator, der ab Anfang der 1890er Jahre für den belgischen König Leopold II. im Kongo-Freistaat diente. Er war insbesondere im Osten des Kongo beim Kampf gegen arabische Sklavenhändler und Mahdisten aktiv.

## Biographie

### Militärdienst und erste Zeit im Kongo
Delanghe schlug die belgische Militärlaufbahn ein. Nachdem er am 3. November 1879 in die Militärschule eingetreten war, wurde er am 28. Juni 1889 zum Leutnant der Pioniere befördert. Er trat der belgischen Kriegsschule (französisch: École de guerre) bei, die er am 11. Dezember 1891 als Adjoint d'état-major (mit dem Patent zum Stabsoffizier) abschloss. Am 6. April 1892 reiste er als Kapitän-Kommandant (französisch: capitaine-commandant) in den Kongo und wurde bei seiner Ankunft in Boma am 28. April zur sog. Haut-Uele-Expedition kommandiert. Am 24. August schloss er sich in Ibembo dem Staatsinspektor (französisch: inspecteur d'État) Gaspard Fivé an. Sie erreichten am 10. September in Djabir (heute: Bondo) am Uelle, wo Van Campenhout Stationschef war. Am 17. September fuhr er weiter flussaufwärts.
Delanghes Befehle sahen vor, dass er neben Jules Alexandre Milz einer der Stellvertreter von Guillaume Van Kerckhoven werden sollte. Dieser hatte den Auftrag, im Rahmen einer Expedition bis zum linken (also westlichen) Nilufer vorzudringen, um arabische Sklavenhändler zurückzudrängen und die belgische Präsenz dort zu etablieren.
Am 26. Dezember erhielt er auf der Höhe von Suronga die Nachricht vom Tod Van Kerckhovens, der bereits am 15. August eingetreten war. Delanghe setzte seinen Weg über Niangara nach Mbitima fort, das er am 28. Januar 1893 erreichte. Dort traf er Milz, der ihn über die Schwierigkeiten bei der Besetzung des linken Nilufers informierte. Gemeinsam kehrten sie nach Niangara zurück, wo Milz Ende Januar offiziell das Kommando über die Expedition an Delanghe übergab. Die Übergabe erfolgte auch mit einer Zeremonie vor dem lokalen Madjaga-Herrscher und dessen Frau Nenzima, um auch den Beistand von ihrer Seite zu gewährleisten.
In den folgenden Wochen waren die Nachrichten vom Nil schlecht: Im März 1893 schickte Delanghe auf bitten von Gustave Gustin, der aus Ganda und Mundu zurückgekehrt war, einen Aufklärungstrupp zum Oberlauf des Bomokandi, wo arabische Sklaven- und Elfenbeinjäger eine zunehmende Bedrohung erwiesen und im Begriff waren, den Fluss zu überqueren, was die indigene Herrschaft Niangara und die dortigen europäischen Stationen in Gefahr brachte. Gustin übernahm die Mission und gründete mehrere Überwachungsposten in dieser Region: Mbelia, Gumbari, Rungu, Bauli. In dieser Hinsicht etwas beruhigt, verließ Delanghe am 20. März Niangara und ging nach Dungu, in dessen Umgebung Fatel Moulah und marodierende ehemalige Soldaten Emin Paschas Schwierigkeiten bereiteten.
Am 10. Mai erreichte Delanghe in Begleitung des Dolmetschers William Hoffmann Ndirfi. Da er selbst die Gefahr erkannte, schickte er Hoffmann zur Erkundung der Umgebung los, der den Ernst der Lage bestätigte.

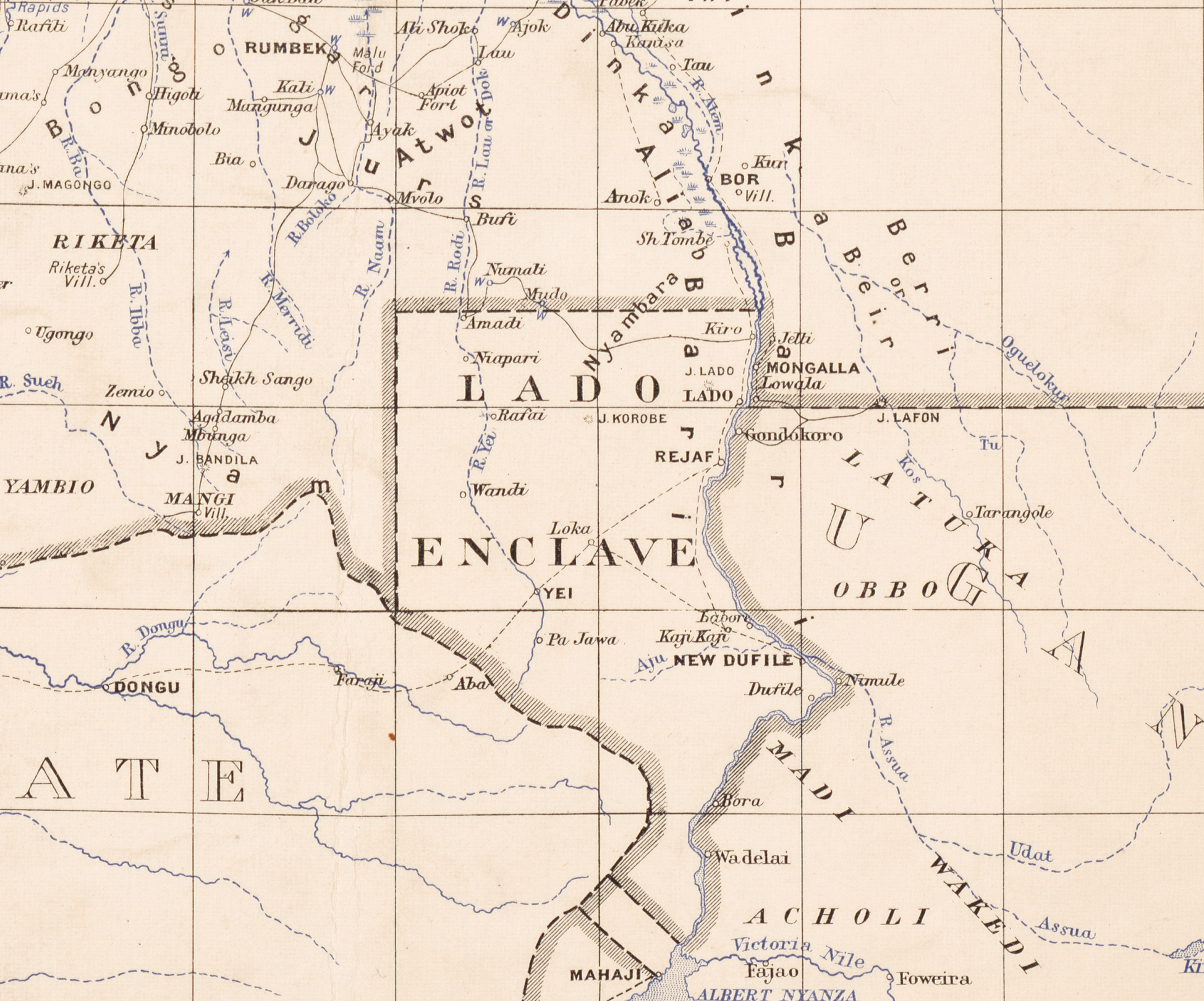
Karte der Lado-Enklave von 1904, Schauplatz vieler Bewegungen Delanghes in den 1890er Jahren.

Eine weitere Gefahr ging von Mahdisten aus, die von Lado und Redjaf aus in die indigenen Dörfer einzufallen drohten. Zu dieser Zeit erhielt Delanghe die Nachricht, dass Ernest Baert sein Nachfolger werden würde. Zuvor reiste er aber mit mehreren europäischen Begleitern nach Aléma und dann am 3. Juli nach Ganda, um persönlich Kontakt mit Fatel Moulah aufzunehmen. Die Verhandlungen führten allerdings zu keinen Ergebnissen.

### Weiterer Vorstoß zum Nil
Obwohl Baert bereits auf dem Weg in die Region war und Delanghe den Befehl erhielt, mit den regulären Soldaten der Force Publique nach Niangara zurückzukehren, wollte dieser nochmals versuchen, an den Nil vorzustoßen. Mit Niclot, Laplume und Hoffmann durchquerte er Aléma und ging am 19. Juli 1893 weiter in Richtung Nil vor. Über Muggi erreichten sie über eine Straße entlang des Nils Labore, wo Delanghe mit dem Bau einer Station auf einem Felsvorsprung begann, die er „Fort Leopold II“ taufte. Er wies Fatel Moulah an, Ganda zu verlassen und nach Muggi zu gehen, um die Kräfte gegen die Mahdisten dort zu konzentrieren. Dieser bestätigte die Anweisung, allerdings trafen in der Folge Nachrichten über einen bevorstehenden Angriff der Mahdisten ein, sodass Delanghe beschloss, Ganda nicht aufzugeben, sondern durch Truppen aus Gumbiri und Aléma verstärkte.
Delanghe war nun allerdings gezwungen, sich mit Baert zu treffen und verließ Laboré am 17. August, um Aléma zu erreichen. Am 11. September traf dort Gustin ebenfalls ein und brachte schlechte Nachrichten von den Positionen am Nil. Delanghe wollte nun nicht länger auf Baert warten und brach am 20. September wieder nach Ganda auf. Unterwegs wurde die Kolonne angegriffen und sintflutartige Regenfälle behinderten den Marsch. In Ganda beschloss Delanghe, der durch die Strapazen der Märsche und des Wetters an der Ruhr erkrankt war, dort auf Nachrichten von Baert zu warten. Parallel gingen die Verhandlungen mit Fatel Moulah weiter.
Schließlich kam die Nachricht, dass Baert in Magora war. Er gab Befehl, alle irregulären Soldaten zu entwaffnen, die durch Desertation und Plünderungen ständige Besorgnis erregten. Am 15. November gab Baert in einem Brief bekannt, dass er nicht über Magora hinausgehen werde. Obwohl sehr geschwächt, verließ Delanghe, in einer Hängematte getragen, Ganda in Richtung Magora (25. November), begleitet von De Graeve, Soliman und einer türkischen Kompanie aus Ganda, die nach Magora fahren wollte, um ihren ausstehenden Sold einzufordern. Am 4. Dezember, als die Kolonne in Magora ankam, war Baert bereits mit Gustin in Richtung Mundu aufgebrochen, wohin im Delanghe nunmehr folgen musste. Von Zeit zu Zeit durch Scharmützel mit einheimischen Stämmen aufgehalten, erreichte er schließlich am 11. Dezember Mundu und traf auf Baert.

### Stationschef in Mundu und Dungu und Resident in Semio
Baert übernahm die Befehlsgewalt und wies Delanghe an, die Station in Mundu zu übernehmen. Ab Januar 1894 war diese Station regelmäßig Ziel von Angriffen seitens der arabischen Sklavenhändler, die aus Faradje vorstießen. Am 14. Januar gelang Delanghe mit 150 Soldaten ein erfolgreicher Gegenangriff. In der Folge ließ er die Station durch Gräben und Palisaden absichern. Am 10. März übergab Delanghe das Kommando über Mundu an seinen Nachfolger Delbruyère und brach – da weitere Angriffe der Mahdisten gemeldet wurden – mit einer kleinen Truppe zur Aufklärung auf. Während seiner Abwesenheit wurde die Station von den Mahdisten eingeschlossen, aber Delanghes Patrouille, eine Expedition aus Mundu selbst, sowie Verstärkungen, die Baert geschickt hatte, erlangten mit einem Gefecht am 12. März die Kontrolle schließlich zurück.
Delanghe konnte schließlich nach Dungu aufbrechen, um dort das Kommando zu übernehmen. Auch hier war die Bedrohung durch Mahdisten unmittelbar und Delanghe war gezwungen, durch Patrouillen und weitere Erdarbeiten, seine Station abzusichern. Weiterhin erlitt er auch wieder einige Anfälle von Ruhr.
Am 12. Juni erhielt er vom Generalgouverneur die Mitteilung über seine Ernennung zum Residenten in Semio. Er wartete in Dungu auf die Ankunft von Francqui, der als sein Nachfolger vorgesehen war und der die Amtsgeschäfte am 18. Juli übernahm. Nach einer Zwischenstation in Djabir vom 5. bis 13. August kam er am 3. September in Begleitung von Hoffmann und unter Führung von Sultan Djabir in Semio an. Da er weiterhin an Hämaturie litt, wurde er allerdings im November nach Europa zurückgerufen.
Am 3. Februar 1895 reiste er nach Djabir und kam am 8. April in Leopoldville an. Am 11. verließ er Leopoldville und schiffte sich von Banana aus ein. Unterwegs, vor der Küste Sierra Leones, starb er am 30. Mai 1896 auf See.